# Italienska revolutionen
Italienska revolutionen syftar på en rad lokala uppror i de italienska staterna 1848.
1848 existerade inte Italien som nationalstat. Många radikala ville dock ena de små kungadömena och smårikena till en egen stat med nationen italienarna och språket italienska som grund. En förgrundsgestalt inom rörelsen – som var långt ifrån enhetlig och rymde många olika intressegrupper, som dock alla hade gemensamt att de ville skapa en självständig stat – var nationalisten Giuseppe Mazzini. Ett krig mot Österrike inleddes och flera landområden erövrades. Efter ett drygt år slogs revolutionen ner av bland annat österrikiska trupper och många revolutionärer avrättades.